# Soulcalibur
Soulcalibur (ソウルキャリバー, Sourukyaribā) is het tweede computerspel uit de Soul-serie van vechtspellen, ontwikkeld en geproduceerd door Namco. Het spel werd oorspronkelijk uitgebracht als arcadespel, maar werd later ook overgezet naar de Sega Dreamcast met verbeterde graphics. De Dreamcast versie wordt vaak gezien als een van de beste vechtspellen ooit.
Het spel is het vervolg op Soul Edge. De naam Soulcalibur is de naam van een heilig zwaard dat centraal staat in het spel.
Soulcalibur heeft in 1999 de GameSpot's Game of the Year prijs gewonnen.

## Gameplay
Soulcalibur bevat de basismodes van de meeste vechtspellen, zoals: "Arcade Mode", "VS Mode", "Time Attack", "Team Battle", "Survival" en "Training Mode".
Een extra mode is de "missiemode": een mode waarin de speler verschillende levels moet doorlopen om gevechten te winnen. Deze mode kent vier variaties. Punten die worden gehaald in missiemode stellen de speler in staat om nieuwe kostuums aan te schaffen voor zijn personage.
In tegenstelling tot Soul Edge heeft Soulcalibur geen optie voor extra wapens. Elk personage heeft zijn of haar primaire wapen.
Van de negentien personages in het spel hebben er vijf een derde kostuum, dat ontsloten kan worden via missiemode.

## Verhaal
Het spel speelt zich af in het jaar 1587. Het mystieke zwaard "Soul Edge" is in handen gevallen van Siegfried, die hierdoor is veranderd in de duistere ridder Nightmare. Hij heeft Europa in een put van onheil gestort door mensen te doden om hun ziel te bemachtigen. Een groep jonge krijgers spant samen om Nightmare te verslaan met behulp van een ander zwaard, de Soulcalibur.

## Personages

### Gastpersonages
- Darth Vader
- Ezio Auditore da Firenze
- Kratos
- Link
- Galen Marek
- Geralt van Rivia
- Spawn
- Yoda